# Anders Skaarseth
Anders Skaarseth (Lillehammer, 7 maggio 1995) è un ciclista su strada norvegese che corre per l'Uno-X Mobility. Attivo dal 2015 in formazioni UCI, nel 2021 è stato vice-campione nazionale in linea.

## Palmarès

### Strada
- 2017 (Team Joker Icopal, una vittoria)

Campionati norvegesi, Prova in linea Under-23
- 2019 (Uno-X Norwegian Development Team, una vittoria)

3ª tappa Oberösterreichrundfahrt (Traun > Ternberg)

#### Altri successi
- 2016 (Team Joker)

1ª tappa ZLM Tour (Tholen, cronosquadre)
- 2017 (Team Joker Icopal)

Classifica a punti Tour de Bretagne
Classifica giovani Tour de Bretagne
- 2019 (Uno-X Norwegian Development Team)

Classifica a punti Oberösterreichrundfahrt

## Piazzamenti

### Classiche monumento
- Milano-Sanremo

2025: 122º
- Giro delle Fiandre

2022: 28º
2025: ritirato
- Parigi-Roubaix

2022: 27º
- Liegi-Bastogne-Liegi

2024: 110º

### Competizioni mondiali
- Campionati del mondo

Toscana 2013 - In linea Junior: 14º
Richmond 2015 - In linea Under-23: 42º
Doha 2016 - In linea Under-23: 64º
Bergen 2017 - In linea Under-23: 10º
Wollongong 2022 - In linea Elite: 41º

### Competizioni europee
- Campionati europei

Tartu 2015 - Cronometro Under-23: 26º
Tartu 2015 - In linea Under-23: 42º
Herning 2017 - In linea Under-23: 87º
Alkmaar 2019 - In linea Elite: ritirato
Plouay 2020 - In linea Elite: ritirato
Monaco di Baviera 2022 - In linea Elite: 67°